# Adrian Hardy Haworth

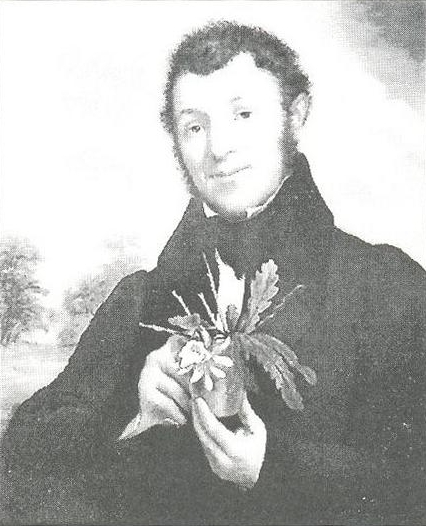
Porträt von Adrian Hardy Haworth

Adrian Hardy Haworth (* 19. April 1768 in Hull; † 24. August 1833 in Chelsea) war ein britischer Entomologe und Botaniker. Sein offizielles botanisches Autorenkürzel lautet „Haw.“

## Leben und Wirken
Haworth beschäftigte sich intensiv mit der taxonomischen Einordnung von Kakteen und Dickblattgewächsen. Er gilt in Fachkreisen gemeinhin als „Vater der Sukkulentenkunde“ und schrieb 1812 seine vielbeachtete Arbeit Synopsis Plantarum Succulentarum sowie 1819 sein Werk Supplementum Plantarum Succulentarum. Im gleichen Jahr klassifizierte er als erster Botaniker unter anderem den in Nordamerika weit verbreiteten Komplex der Art Opuntia polyacantha var. polyacantha Haw., deren Ausdehnung von Alberta in Kanada bis nach New Mexico in den USA reicht (auch Plains Prickly Pear genannt). Seine Systematik bei der Bestimmung der Gattung Opuntia hat in großen Teilen noch heute Gültigkeit.
Seine Arbeiten über die in England lebenden Schmetterlinge veröffentlichte er 1828 in dem Werk Lepidoptera Britannica. Er trug eine Sammlung von über 40.000 Insekten zusammen und legte ein großes Herbarium an. Er starb an Cholera.
Die Ergebnisse von Haworths Arbeiten und Veröffentlichungen sind unter anderem bei der International Association for Plant Taxonomy (IAPT) archiviert.

## Ehrungen
Ihm zu Ehren wurde die Pflanzengattung Haworthia benannt. Der britische Entomologe John Curtis benannte 1829 den Nachtfalter Celaena haworthii nach ihm.

## Schriften

### Bücher
- Observations on the genus Mesembryanthemum. London 1794–1795, (online).
- Miscellanea naturalia, sive dissertationes variæ ad historiam naturalem spectantes. J. Taylor, London 1803, (online).
- Lepidoptera Britannica; sistens digestionem novam insectorum Lepidopterorum quæ in Magna Britannia reperiuntur, … J. Murray, London 1803–1828, (online).
- Synopsis plantarum succulentarum cum descriptionibus synonymis locis, observationibus anglicanis culturaque. R. Taylor, London 1812, (online)
- Supplementum Plantarum Succulentarum: Sistens Plantas Novas Vel Nuper Introductas Sive Omissas In: Synopsis Plantarum Succulentarum Cum Observationibus Variis Anglicanis. J. Harding, London 1819, (online).
- Saxifragëarum enumeratio. Accedunt revisiones plantarum succulentarum. Wood, London 1821, (online).

### Zeitschriftenbeiträge (Auswahl)
- A new Arrangement of the Genus Aloe, with a chronological Sketch of the progressive Knowledge of that Genus, and of other succulent Genera. In: Transactions of the Linnean Society of London. Band 7, Nummer 1, London  1804, S. 1–28, doi:10.1111/j.1096-3642.1804.tb00276.x
- Plantae rarae Succulentae; a Description of some rare Succulent Plants. In: Philosophical Magazine. Band 62, 1823, S. 380–382, (online).
- An Account of a new Genus of Narcisseae, allied to the Genus Ajax of Salisburg. In: Philosophical Magazine. Band 62, 1823, S. 440–441, (online).
- Descriptions of some new Cacti and Mammillariae, recently brought from Mexico by Mr. Bullock of the Egyptian Hall, Piccadilly; and now preserved, with many other very rare Plants in the Nursery of Mr. Tate, in Sloanestreet. In: Philosophical Magazine. Band 63, 1824, S. 40–46 (online).
- Observations on the Mesembryanthema barbata. In: Philosophical Magazine. Band 64, 1824, S. 61–62, (online).
- An Account of the Mesembryanthema ringentia. In: Philosophical Magazine. Band 64, 1824, S. 109–111, (online).
- Decas novarum Plantarum Succulentarum. In: Philosophical Magazine. Band 64, 1824, S. 184–191, (online).
- Decas secunda novarum Plantarum Succulentarum. In: Philosophical Magazine. Band 64, 1824, S. 298–302,  (online).
- Decas tertia novarum Plantarum Succulentarum. In: Philosophical Magazine. Band 64, 1824, S. 423–428, (online).
- A new Binary Arrangement of the Brachyurous Crustacea. In: Philosophical Magazine. Band 65, 1825, S. 105–106, S. 183–184, (online).
- A new Binary Arrangement of the Class Amphibia. In: Philosophical Magazine. Band 65, 1825, S. 372–373, (online).
- Observations on the dichotomous Distribution of Animals: together with a Binary Arrangement of the Natural Order Saxifrageae. In: Philosophical Magazine. Band 65, 1825, S. 428–430, (online).
- Decas quarta novarum Plantarum Succulentarum. In: Philosophical Magazine. Band 66, 1825, S. 27–33, (online).
- Further Remarks on the Dichotomous Distribution of nature: together with a Binary Arrangement and Description of the Genus Sedum. In: Philosophical Magazine. Band 66, 1825, S. 172–178, (online).
- Decas quinta novarum Plantarum Succulentarum. In: Philosophical Magazine. Band 66, 1825, S. 279–283, (online).
- Decas sexta novarum Plantarum Succulentarum In: Philosophical Magazine. Band 68, 1826, S. 125–132.
- Decas septima novarum Plantarum Succulentarum In: Philosophical Magazine. Band 68, 1826, S. 328–331.
- Description of New Succulent Plants. (Decas octava novarum Plantarum Succulentarum). In: Philosophical Magazine. Band 1, 1827, S. 120–126, (online).
- Description of New Succulent Plants. (Decas nona novarum Plantarum Succulentarum). In: Philosophical Magazine. Band 1, 1827, S. 271–276, (online).
- Description of New Succulent Plants. (Decas decima novarum Plantarum Succulentarum). In: Philosophical Magazine. Band 2, 1827, S. 344–361, (online).
- Description of New Succulent Plants. (Decas undecima novarum Plantarum Succulentarum). In: Philosophical Magazine. Band 3, 1828, S. 183–188, (online).
- New Account of the Genus Echeveria. In: Philosophical Magazine. Band 4, 1828, S. 261–264, (online).
- Description of the Subgenus Epiphyllum. In: Philosophical Magazine. Band 6, 1829, S. 107–110, (online).
- New Account of the genus Kalanchöe. In: Philosophical Magazine. Band 6, 1829, S. 301–305, (online).
- Description of New Succulent Plants of the Natural Order of Cacteae. (Decas duodecima novarum Plantarum Succulentarum). In: Philosophical Magazine. Band 7, 1830, S. 106–118, (online).
- A Botanical Description of Hermione Cypri. In: Philosophical Magazine. Band 9, 1831, S. 183–185, (online).
- Decas tridecima Novarum Plantarum Succulentarum. In: Philosophical Magazine. Band 10, 1831, S. 414–424, (online).